# Journal Squared
Journal Squared, o J2, es un complejo residencial y comercial de 3 torres en construcción en Journal Square en Jersey City, Nueva Jersey (Estados Unidos). Una vez finalizado, el complejo constará de edificios de 54, 60 y 70 pisos, entre los edificios más altos del estado.
El sitio del proyecto es adyacente al Centro de Transporte de Journal Square en la avenida Summit, frente al Edificio de Administración del Condado de Hudson, la sede del condado de Hudson y la Casa Newkirk, el edificio existente más antiguo del condado.
Journal Squared es un proyecto de Kushner Real Estate Group. Fue aprobado por primera vez por el consejo de la ciudad en diciembre de 2012 y luego se le otorgó una reducción de impuestos por 30 años 10 millones de dólares en bonos.

## Diseño
El proyecto ha sido diseñado por Handel Architects y Hollwich Kushner. El proyecto consta de tres torres y una combinación de oficinas, residencial y comercial, aunque el proyecto será principalmente residencial, con 2,000 nuevas unidades. Uno de los componentes principales es una gran plaza que ocupa una parte del lote, proporcionando un punto focal para la reunión pública y el espacio abierto en un área que rápidamente se está volviendo densamente poblada. A medida que continúan aumentando las presiones sobre el desarrollo, Jersey City debería seguir ganando una verticalidad sustancial.

## Construcción
El proyecto se inició en octubre de 2014 y el primer edificio se completó en diciembre de 2015 con 54 pisos y 175 m. Una vez completado, Journal Squared incluirá algunos de los edificios más altos de Jersey City. La construcción comenzó en la segunda y más alta de las tres torres en 2018. La segunda torre se coronó en diciembre de 2019.